# Bir Tam Tam
Bir Tam Tam (franska: Bir Tam Tam (CR), Bir Tam Tam (Commune Rurale), arabiska: اغبالو اقورار) är en kommun i Marocko.   Den ligger i provinsen Sefrou och regionen Fès-Meknès, i den nordöstra delen av landet, 200 km öster om huvudstaden Rabat. Antalet invånare är 9 714.